# NGC 3982
NGC 3982 (również PGC 37520 lub UGC 6918) – galaktyka spiralna z poprzeczką (SBb), znajdująca się w gwiazdozbiorze Wielkiej Niedźwiedzicy. Została odkryta 14 kwietnia 1789 roku przez Williama Herschela. Należy do galaktyk Seyferta.
Galaktyka NGC 3982 znajduje się w odległości 60 milionów lat świetlnych od Ziemi, a rozciąga na około 30 tysięcy lat świetlnych. W galaktyce tej znajdują się liczne ramiona spiralne wypełnione jasnymi gwiazdami, niebieskimi gromadami gwiazd i ciemnymi pasami pyłu.
W galaktyce tej zaobserwowano supernową SN 1998aq.